# Raión de Guba
Guba (en azerí: Quba) es uno de los cincuenta y nueve rayones en los que subdivide políticamente la república de Azerbaiyán. La capital es la ciudad de Guba. Está situada en 168 km de Bakú.

## Historia
Guba fue fundada en el siglo XV. En 1735 ciudad de Guba recibió el estatuto de la capital del khanato de Guba. En el año de 1813 Guba pasó a ser parte del Imperio Ruso.
En 1910 Guba ha sido el centro de la provincia de Guba, luego en 1940 después del establecimiento de la región de Guba la ciudad ha sido el centro administrativo de él. En 1846 la ciudad se ha convertido en la ciudad condado de la gubernia de Derbent y desde 1859 de la gubernia de Bakú.
El 8 de abril de 1929 fue establecido el distrito de Guba. Pero el 23 de julio de 1930 el distrito fue eliminado y establecido el raión de Guba. En los años entre 1936 y 1959 existía el raión Konakhkend, ocupando una parte del territorio de la región de Guba.

## Territorio y población

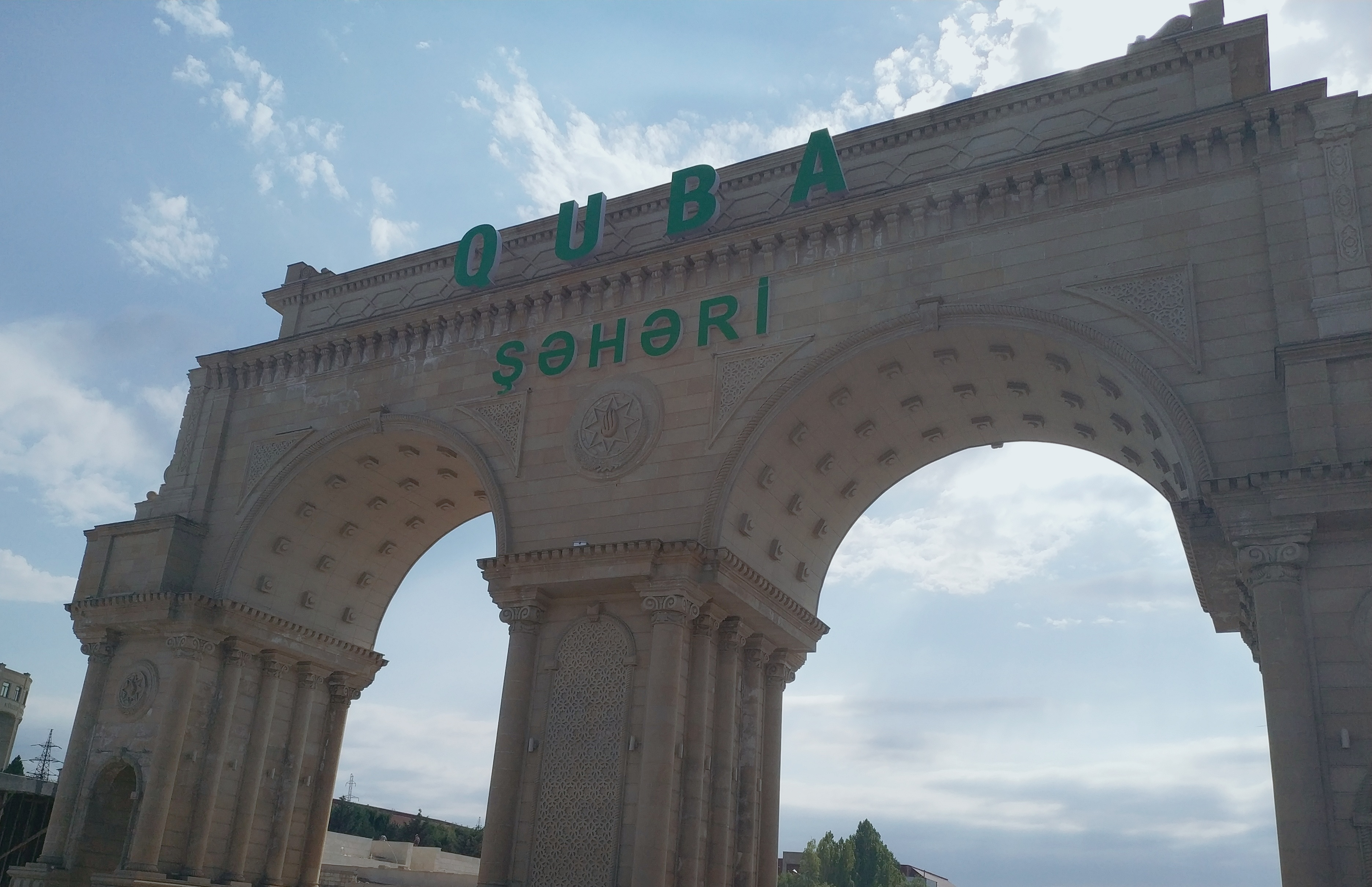
Entrada an la ciudad - centro administrativo de raión

Comprende una superficie de 2610 kilómetros cuadrados, con una población de 143 100 personas y una densidad poblacional de 54,82 habitantes por kilómetro cuadrado. En raión junto con los azerbaiyanos también viven los judías, lezguinas, khinaligi, etc.
| Características étnicas de Guba |       |       |       |       |       |       |       |       |
| Grupos étnicos                  | 1873  | 1886  | 1897  | 1926  | 1939  | 1959  | 1970  | 1979  |
| Grupos étnicos                  | %     | %     | %     | %     | %     | %     | %     | %     |
| azerbaiyanos                    | 52.9% | 46.6% | 46.4% | 45.3% | 65.4% | 57.0% | 81.8% | 85.5% |
| lezguinоs                       |       |       | 1.4%  | 0.6%  | 7.0%  | 7.1%  | 8.7%  | 10.2% |
| rusos                           | 1.2%  | 2.1%  | 2.9%  | 5.1%  | 19.6% | 7.7%  | 7.6%  | 3.1%  |
| ucranianos                      |       |       |       | 1.0%  | 1.0%  |       | 7.6%  | 3.1%  |
| armenios                        |       | 6.0%  | 5.3%  | 0.4%  | 1.2%  | 0.5%  | 0.4%  | 0.5%  |
| judíos                          | 45.3% | 45.2% | 40.4% | 46.2% | 0.9%  | 0.7%  | 0.4%  | 0.3%  |
| tatarоs                         |       |       |       |       |       |       | 0.3%  | 0.2%  |
| georgianos                      |       | 0.1%  | 0.2%  | 0.1%  | 0.1%  | 0.1%  | 0.0%  | 0.0%  |
| ávaros                          |       |       | 0.3%  |       | 0.0%  |       |       | 0.0%  |
| kurdos                          |       |       |       |       |       |       |       |       |
| tats                            |       |       |       | 0.0%  |       | 0.1%  | 0.0%  |       |
| alemanes                        |       | 0.0%  | 0.1%  | 0.1%  | 0.3%  |       |       |       |
| persas                          |       |       | 1.0%  | 0.1%  |       |       |       |       |
| otros                           | 0.5%  |       | 1.7%  | 1.2%  | 4.4%  | 26.9% | 0.7%  | 0.3%  |

## Clima

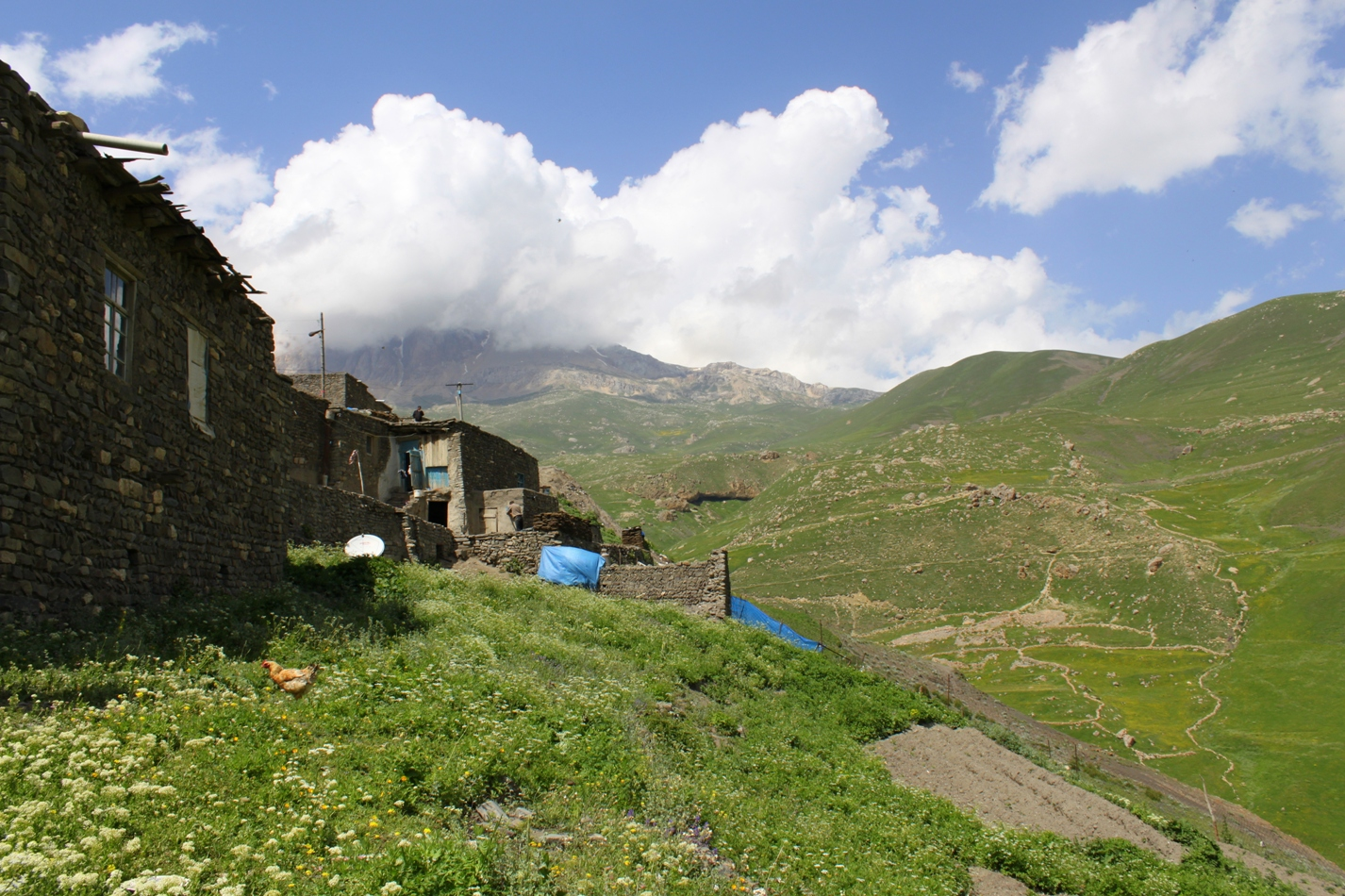
Guba

Clima de Guba es moderado, con inviernos templados breves y con veranos calurosos templados.
| Parámetros climáticos promedio de Malpica de Bergantiños | Parámetros climáticos promedio de Malpica de Bergantiños | Parámetros climáticos promedio de Malpica de Bergantiños | Parámetros climáticos promedio de Malpica de Bergantiños | Parámetros climáticos promedio de Malpica de Bergantiños | Parámetros climáticos promedio de Malpica de Bergantiños | Parámetros climáticos promedio de Malpica de Bergantiños | Parámetros climáticos promedio de Malpica de Bergantiños | Parámetros climáticos promedio de Malpica de Bergantiños | Parámetros climáticos promedio de Malpica de Bergantiños | Parámetros climáticos promedio de Malpica de Bergantiños | Parámetros climáticos promedio de Malpica de Bergantiños | Parámetros climáticos promedio de Malpica de Bergantiños | Parámetros climáticos promedio de Malpica de Bergantiños |
| Mes                                                      | Ene.                                                     | Feb.                                                     | Mar.                                                     | Abr.                                                     | May.                                                     | Jun.                                                     | Jul.                                                     | Ago.                                                     | Sep.                                                     | Oct.                                                     | Nov.                                                     | Dic.                                                     | Anual                                                    |
| -------------------------------------------------------- | -------------------------------------------------------- | -------------------------------------------------------- | -------------------------------------------------------- | -------------------------------------------------------- | -------------------------------------------------------- | -------------------------------------------------------- | -------------------------------------------------------- | -------------------------------------------------------- | -------------------------------------------------------- | -------------------------------------------------------- | -------------------------------------------------------- | -------------------------------------------------------- | -------------------------------------------------------- |
| Temp. máx. media (°C)                                    | 3.8                                                      | 3.2                                                      | 7.2                                                      | 15.1                                                     | 19.4                                                     | 24.2                                                     | 27.4                                                     | 27.2                                                     | 22.2                                                     | 15.7                                                     | 10.2                                                     | 5.9                                                      | 15.1                                                     |
| Temp. mín. media (°C)                                    | -4.4                                                     | -4.0                                                     | 0.0                                                      | 5.6                                                      | 10.8                                                     | 14.7                                                     | 17.7                                                     | 16.8                                                     | 12.9                                                     | 7.3                                                      | 3.0                                                      | -1.6                                                     | 6.6                                                      |
| Precipitación total (mm)                                 | 30                                                       | 33                                                       | 40                                                       | 50                                                       | 54                                                       | 36                                                       | 31                                                       | 31                                                       | 50                                                       | 62                                                       | 44                                                       | 37                                                       | 498                                                      |
| Fuente:                                                  |                                                          |                                                          |                                                          |                                                          |                                                          |                                                          |                                                          |                                                          |                                                          |                                                          |                                                          |                                                          |                                                          |

## Economía
La región es reconocida por el cultivo de manzanas, y otras frutas. En las laderas de las montañas se crían ovejas, sus productos en la industria local se pueden procesar. En la ciudad de Guba se producen alfombras.

## Lugares de interés

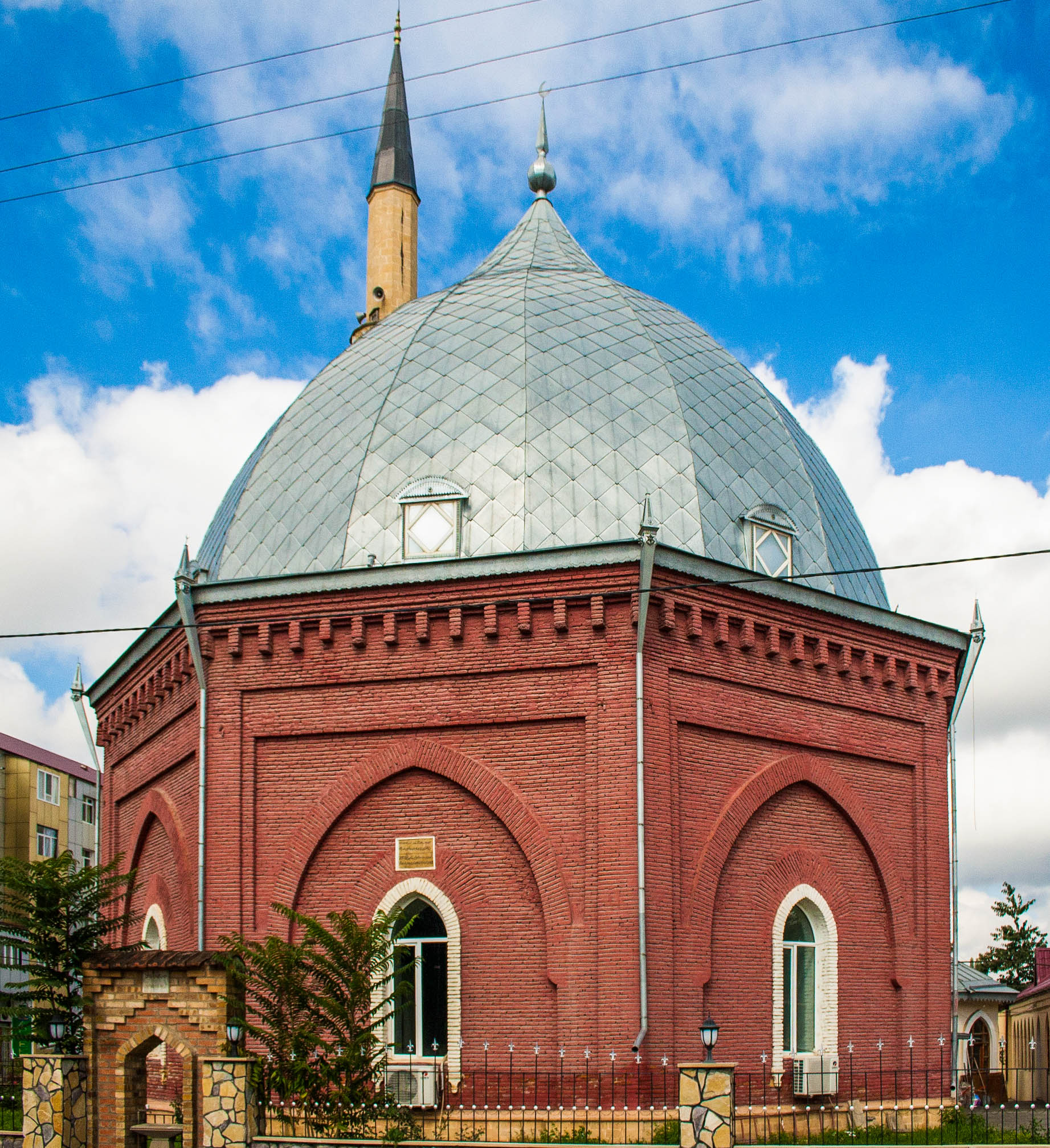
Mezquita Djuma

### Mezquita Djuma
En el centro administrativo de la región, en la ciudad de Guba, junto al parque central se encuentra una de las mezquitas más antiguas de la región, la Mezquita Djuma, construida en el siglo XIX y establecida como tal en 1802 con el apoyo material de Gazi İsmail Afandi. Hasta el año 1924 albergó una medrese, pero en 1933 tanto esta como los minaretes fueron destruidos. Tras la obtención de la independencia en los años 90 del siglo XX, se construyó un nuevo minarete de 50 metros de altura.

### Complejo Conmemorativo del Genocidio
El 18 de septiembre de 2013 en Guba con el apoyo de la Fundación Heydar Aliyev fue inaugurado el "Complejo Conmemorativo del Genocidio" dedicado a las víctimas de los Acontecimientos de marzo de 1918. El complejo contiene imágenes de diferentes partes de Guba a principios del siglo XX, fotos de trabajos de construcción realizados aquí y el estilo de vida de los lugareños.

### Рarque de Nizami
En Guba hay un parque, que fue creado por los alemanes en 1946. En el parque se estableció el monumento a Nizami Ganyavi y por eso el parque se denomina sobre Nizami. En el parque en septiembre de 2011 fue construido el edificio de la escuela de Ajedrez de Guba.

### Casa-museo de Bakijanov
En 1943 en Guba, en la casa en la calle de Ardebil, 93 donde vivía Abbasgulu agha Bakijanov fue establecido casa-museo de Bakijanov. En el territorio el museo existen más de 10 mil piezas del museo. Anualmente el museo fue visitado por más de 3000 personas.

### Hammam “Chukhur”
El edificio del baño fue construido por ladrillo rojo en el siglo XVIII. Consiste en un cuadrilátero, denominadp hammam de Chukhur, que tiene 6 habitaciones, 2 puertas y 6 ventanas. Hasta el año 1985 fue utilizado de acuerdo con su designación, y actualmente es un monumento en el territorio de Guba.

### "Ciudad Roja"

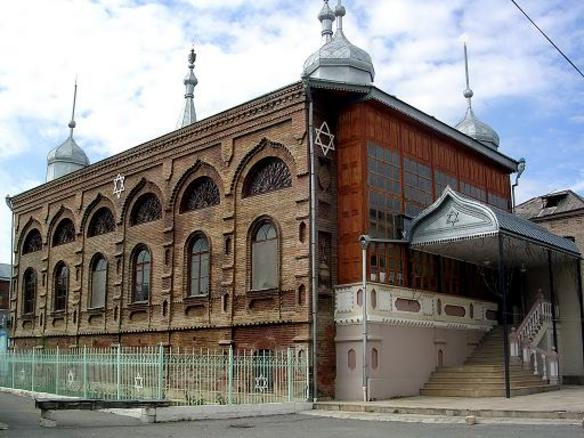
Sinagoga Hexagonal

Muy popular entre los turistas, la mayoría de su población es judía: actualmente viven en ella entre cuatro y cinco mil judíos. En aldea existen 13 sinagogas, más popular de los que es Sinagoga Hexagonal, que fue construido en 1888.

### Khinaliq
En 65 km del centro de ciudad, en la altura de 2300 metros sobre el nivel del mar se encuentra aldea de raión, Khinalig. Es un museo en aire libre. Khinaliq fue declarado como reserva natural. Aquí se ha prohibido la construcción de los nuevos edificios. En aldea viven el pueblo de Khinaliq y tiene su lengua especial, khinaligi.